# Ray Fisher
Ray Fisher (Baltimora, 8 settembre 1987) è un attore statunitense.

## Biografia
Nato a Baltimora, Ray Fisher cresce nella città di Lawnside e studia alla Haddon Heights High School. Lì, si avvicina al teatro.
Finiti gli studi, Fisher frequenta l'American Musical and Dramatic Academy a New York.

## Carriera
A partire dal 2008, Fisher ha recitato al Shakespeare Theatre of New Jersey in numerosi spettacoli, tra cui l'adattamento teatrale de Il buio oltre la siepe, nel ruolo di Tom Robinson, e Macbeth di William Shakespeare (nel 2009).
Nel 2013 mette su quasi 10 chili di muscoli per interpretare il pugile Muhammad Ali nella produzione teatrale Off-Broadway Fetch Clay, Make Man al New York Theatre Workshop.
Nel 2014 viene scelto per interpretare il supereroe Cyborg nel DC Extended Universe, ruolo che ricopre a partire da Batman v Superman: Dawn of Justice (2016). L'attore riprende il ruolo in Justice League (2017).

## Controversie
Nel luglio 2020 sul suo profilo Twitter ha pubblicamente attaccato Joss Whedon che si era occupato dei reshoot di Justice League: a detta di Fisher il regista avrebbe avuto sul set comportamenti scorretti e non professionali che ritiene siano stati possibili anche grazie a Geoff Johns e Jon Berg, produttori del film. WarnerMedia ha avviato un'indagine interna per verificare la veridicità delle affermazioni di Fisher. In seguito ha rilasciato dichiarazioni contro il presidente di DC Films Walter Hamada sostenendo che ha attivamente intralciato tali indagini. Il 14 gennaio 2021 la Warner ha ufficialmente rimosso Fisher come interprete di Cyborg, ruolo che avrebbe dovuto riprendere in The Flash.

## Filmografia

### Cinema
- Batman v Superman: Dawn of Justice, regia di Zack Snyder (2016) - cameo
- Justice League, regia di Zack Snyder e Joss Whedon (2017)
- Zack Snyder's Justice League, regia di Zack Snyder (2021)
- Rebel Moon - Parte 1: Figlia del fuoco (Rebel Moon - Part One: A Child of Fire), regia di Zack Snyder (2023)
- Rebel Moon - Parte 2: La sfregiatrice (Rebel Moon - Part Two: The Scargiver), regia di Zack Snyder (2024)
- The Piano Lesson, regia di Malcolm Washington (2024)

### Televisione
- The Astronaut Wives Club – serie TV, episodio 1x06 (2015)
- True Detective – serie TV, 8 episodi (2019)

## Doppiatori italiani
Nelle versioni in italiano nelle opere in cui ha recitato, Ray Fisher è stato doppiato da:
- Emanuele Ruzza in Justice League, True Detective, Zack Snyder's Justice League, Rebel Moon - Parte 1: Figlia del fuoco
- Raffaele Carpentieri in The Piano Lesson